# Lajeosa do Dão
Lajeosa do Dão ist eine Gemeinde (Freguesia) im portugiesischen Kreis Tondela. In ihr leben 1537 Einwohner (Stand 19. April 2021).
Die Anta da Arquinha da Moura liegt südwestlich zwischen den Flüssen Asnes und Dão, in Lajeosa do Dão.